# Goldener Kurzgaumen-Flughund
Der Goldene Kurzgaumen-Flughund (Casinycteris argynnis) ist eine kleine, bisher wenig erforschte Flughundart, die im zentralen und nördlichen Kongobecken vorkommt.

## Merkmale
Goldene Kurzgaumen-Flughunde sind sehr klein und erreichen eine Gesamtlänge (Schnauzenspitze bis Schwanzende) von 5 bis 5,6 cm (Männchen) bzw. 5,9 bis 6,2 cm (Weibchen) und eine Flügelspannweite von 28 bis 38 cm. Die Tiere sind mittelbraun gefärbt, die Bauchseite ist etwas heller. Das wollige Fell erstreckt sich auch auf die Oberarme und über die Hälfte der Unterarme. Die Rückenhaare sind wollig und etwa 7 bis 8 mm lang und beige mit einer dunkelbraunen Basis und mittelbraunen Spitzen. Am Bauch sind die Haar kürzer. Die Flugmembran ist braun, teilweise auch orangebraun, die die Flugmembran stützenden Finger sind dunkel, ihre Gelenke hell gelb oder hell gelbbraun. Ohren, Nase und teilweise auch die Lippen sind gelblich bis gelbbraun. Charakteristisch für die Art sind weiße Wangen, je ein weißer Fleck hinter den Augen, ein weißer Fleck zwischen den Augen, ein weißes Kinn und teilweise weiße Lippen. Nur zwei weitere afrikanische Flughunde besitzen ähnliche weiße Kopfmarkierungen, der größer werdende Schlangenzähnige Harlekin-Flughund (Casinycteris ophiodon) und Zenkers Harlekin-Flughund (Scotonycteris zenkeri). Beide sind nah mit dem Goldenen Kurzgaumen-Flughund verwandt. Die Ohren des Goldenen Kurzgaumen-Flughund sind relativ lang und am Ende abgerundet. Die Lippen sind fleischig und können vorgestreckt werden. Der Schwanz ist so kurz, dass er äußerlich nicht sichtbar ist.
Der Hirnschädel ist abgerundet, die Schnauze kurz. Das Gaumenbein ist extrem reduziert. Die oberen Schneidezähne sind verhältnismäßig kurz, die Eckzähne lang und nach hinten gebogen.

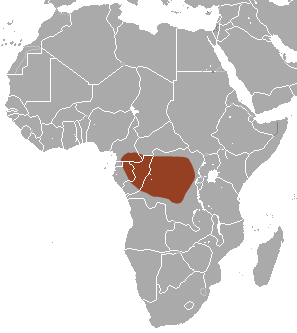
Verbreitungsgebiet

| 2 | · | 1 | · | 2 | · | 1 | = 28 |
| 2 | · | 1 | · | 3 | · | 2 | = 28 |

## Lebensweise
Die Tiere leben in primären und sekundären Regenwäldern, in Galeriewäldern, in Regionen, wo sich kleine Regenwälder mosaikartig mit Savannen abwechseln und in Sumpfwäldern, in denen es nur wenige andere fruchtfressende Fledertiere gibt. Sie wurden bisher nur selten nachgewiesen, vermutlich kommen sie in bestimmten Gegenden aber häufiger vor. Goldene Kurzgaumen-Flughunde fliegen relativ langsam und sind sehr wendig. Ihre Ernährung ist bisher nicht erforscht worden. Bestimmte Merkmale der Schädelmorphologie und der Bezahnung deuten darauf hin, dass ihre Ernährung von der anderer Flughunde abweicht. Wahrscheinlich bekommen die Weibchen pro Geburt ein einzelnes Jungtier.